# Chuột lang Baldwin
Chuột lang Baldwin (Baldwin guinea pig) la một giống chuột lang nhà (Cavia porcellus) có nguồn gốc từ Hoa Kỳ, được phát triển bởi Carol Miller một nhà lai tạo ở California tại một Show trình diễn vật nuôi. Chúng là kết quả của một đột biến tự phát là gen lặn ở lợn Guinea (chuột lang nhà) dòng lang trắng có mào của cô Carol. Chuột lang Baldwin được coi là những giống chuột lang nhà quý hiếm. Những giống chuột lang này khác với những con khác ở chỗ chúng không có lông. Màu sắc của Chuột lang Baldwin cũng rất đa dạng, nhưng màu tự nhiên phổ biến nhất là màu hồng. Đây là một trong hai loại chuột lang nhà không có lông chúng này hoàn toàn không có sợi lông nào trên cơ thể.

## Đặc điểm
Hai giống gồm chuột lang Baldwin và lợn gầy đã được nhân giống trong phòng thí nghiệm và trong tự nhiên, chúng không những không xảy ra mà còn không tồn tại. Bởi vì đây là một gen lặn, nếu một con Chuột lang Baldwin được lai với bất kỳ con chuột lang nào khác, bao gồm cả các giống không có lông khác thì con cháu sẽ có lông. Để không có lông, chúng phải nhận được gen lặn dẫn đến loại không có lông của chuột lang Baldwin từ mỗi bố mẹ. Nếu bố mẹ chúng đều là giống chuột lang Baldwin tất cả các con của chúng sẽ là có kiểu hình không có lông và trần trụi. Khi trưởng thành, chuột lang Baldwin hoàn toàn không có lông. Khi chúng phát triển từ chuột lang trắng, chúng có nếp nhăn và nếp gấp trên vai ở những khu vực có mào sẽ có một ít lông.
Da của chúng có một kết cấu cao su nên có độ dai và độ đàn hồi và cũng tương tự như làn da của con người. Chúng không nên tiếp xúc với ánh sáng mặt trời trực tiếp và chúng không chịu được nhiệt độ lạnh, vì vậy chúng nên được giữ trong nhà. Những con chuột lang lông trần này nên được cung cấp một hộp nhỏ để bò vào nơi nhiệt độ cơ thể của chúng sẽ dùng để giữ ấm cho chúng khi chúng mong muốn (nhiệt độ từ 24-26 °C). Đối với Chuột lang Baldwin cần được chăm sóc đặc biệt. Làn da mỏng và mượt của chúng liên tục cần dưỡng ẩm. Vào mùa hè của những con chuột lang này cần được điều trị bằng kem chống nắng, và vào mùa đông thì cần phải mặc một cái gì đó ấm áp. Giống chuột lang này nên được nuôi trong nhà, tránh tiếp xúc trực tiếp với ánh nắng mặt trời.